# Zapasy na Letnich Igrzyskach Olimpijskich 1976
Zapasy na Letnich Igrzyskach Olimpijskich 1976 w Montrealu, odbyły się w dniach 20 – 30 lipca 1976. Zawodnicy walczyli w 20 kategoriach wagowych i 2 stylach zapaśniczych. Startowali tylko mężczyźni. W tabeli medalowej – podobnie jak i cztery lata wcześniej – tryumfowali zapaśnicy ze Związku Radzieckiego.

## Medaliści

### Styl klasyczny
| Kat. wagowa |                      |                      |                      |
| ----------- | -------------------- | -------------------- | -------------------- |
| (- 48 kg)   | Aleksiej Szumakow    | Gheorghe Berceanu    | Stefan Angełow       |
| (- 52 kg)   | Witalij Konstantinow | Nicu Gângă           | Kōichirō Hirayama    |
| (- 57 kg)   | Pertti Ukkola        | Ivan Frgić           | Fargat Mustafin      |
| (- 62 kg)   | Kazimierz Lipień     | Nelson Dawidian      | László Réczi         |
| (- 68 kg)   | Suren Nałbandian     | Ștefan Rusu          | Heinz-Helmut Wehling |
| (- 74 kg)   | Anatolij Bykow       | Vítězslav Mácha      | Karl-Heinz Helbing   |
| (- 82 kg)   | Momir Petković       | Władimir Czeboksarow | Iwan Kolew           |
| (- 90 kg)   | Walerij Riezancew    | Stojan Nikołow       | Czesław Kwieciński   |
| (- 100 kg)  | Nikołaj Bałboszyn    | Kamen Goranow        | Andrzej Skrzydlewski |
| (+ 100 kg)  | Aleksandr Kołczinski | Aleksandyr Tomow     | Roman Codreanu       |

### Styl wolny
| Kat. wagowa |                   |                      |                   |
| ----------- | ----------------- | -------------------- | ----------------- |
| (- 48 kg)   | Hasan Isajew      | Roman Dmitrijew      | Akira Kudō        |
| (- 52 kg)   | Yūji Takada       | Aleksandr Iwanow     | Jeon Hae-seop     |
| (- 57 kg)   | Władimir Jumin    | Hans-Dieter Brüchert | Masao Arai        |
| (- 62 kg)   | Yang Jeong-mo     | Dzewegijn Ojdow      | Gene Davis        |
| (- 68 kg)   | Pawieł Pinigin    | Lloyd Keaser         | Yasaburō Sugawara |
| (- 74 kg)   | Jiichirō Date     | Mansur Barzegar      | Stanley Dziedzic  |
| (- 82 kg)   | John Peterson     | Wiktor Nowożyłow     | Adolf Seger       |
| (- 90 kg)   | Lewan Tediaszwili | Ben Peterson         | Stelică Morcov    |
| (- 100 kg)  | Iwan Jarygin      | Russell Hellickson   | Dimo Kostow       |
| (+ 100 kg)  | Sosłan Andijew    | József Balla         | Ladislau Șimon    |

## Tabela medalowa
| Poz. | Państwo           |    |   |   | Łącznie |
| ---- | ----------------- | -- | - | - | ------- |
| 1    | ZSRR              | 12 | 5 | 1 | 18      |
| 2    | Japonia           | 2  | 0 | 4 | 6       |
| 3    | Bułgaria          | 1  | 3 | 3 | 7       |
| 4    | Stany Zjednoczone | 1  | 3 | 2 | 6       |
| 5    | Jugosławia        | 1  | 1 | 0 | 2       |
| 6    | Polska            | 1  | 0 | 2 | 3       |
| 7    | Korea Południowa  | 1  | 0 | 1 | 2       |
| 8    | Finlandia         | 1  | 0 | 0 | 1       |
| 9    | Rumunia           | 0  | 3 | 3 | 6       |
| 10   | Węgry             | 0  | 1 | 1 | 2       |
| 10   | NRD               | 0  | 1 | 1 | 2       |
| 12   | Czechosłowacja    | 0  | 1 | 0 | 1       |
| 12   | Iran              | 0  | 1 | 0 | 1       |
| 12   | Mongolia          | 0  | 1 | 0 | 1       |
| 15   | RFN               | 0  | 0 | 2 | 2       |